# Тимофеевка (Михайловский район)
Тимофе́евка — деревня Михайловского района Рязанской области России. В рамках организации местного самоуправления включается (с 2024 года) в Михайловский муниципальный округ Рязанской области.

## Название
Имело два названия: Тимофеевка (Шмелевка тож) (Список населённых мест Рязанской губернии 1906 года).

## География
На 2022 год в деревне улиц или переулков не числится.
Высота центра селения над уровнем моря 197 м.
Климат, как и всём районе, умеренно-континентальный, характеризующийся тёплым, но неустойчивым летом, умеренно-суровой и снежной зимой. Ветровой режим формируется под влиянием циркуляционных факторов климата и физико-географических особенностей местности. Атмосферные осадки на территории района определяются главным образом циклонической деятельностью и в течение года распределяются неравномерно.
Почвы — деградированный чернозём. Подпочвой обычно служит лёсс или лёссовидный суглинок, подстилаемый глиной.

## История
До 1924 года деревня входила в состав Вилинской волости Михайловского уезда Рязанской губернии.
До муниципальной реформы 2006 года деревня входила в Фрунзенский сельский округ. После его упразднения в составе Трепольского сельского поселения Михайловского муниципального района.
После их упразднения в 2024 году входит во вновь образованное муниципальное образование Михайловский муниципальный округ Рязанской области.

## Население
| 1929 | 2010 |
| ---- | ---- |
| 203  | ↘0   |

### Историческая численность населения
К 1906 году 185 жителей, из них 99 мужчин, 86 женщин (Список населённых мест Рязанской губернии 1906 года), 

## Инфраструктура
Индивидуальная застройка усадебного типа. К 1906 году 19 дворов (Список населённых мест Рязанской губернии 1906 года).

## Транспорт
Просёлочные дороги.